# متروی مانیل
متروی مانیل (انگلیسی: Manila Metro Rail Transit System) سیستم قطار شهری در شهر مانیل، فیلیپین است.
این مترو که در تاریخ ۱۵ دسامبر ۱۹۹۹ تأسیس شده، دارای ۱ خط، ۱۳ ایستگاه و ۱۶٫۹ کیلومتر طول می‌باشد.

## نقشه

نقشه متروی مانیل (خط زرد) و قطار سبک شهری مانیل (خط آبی و سبز)

## نگارخانه

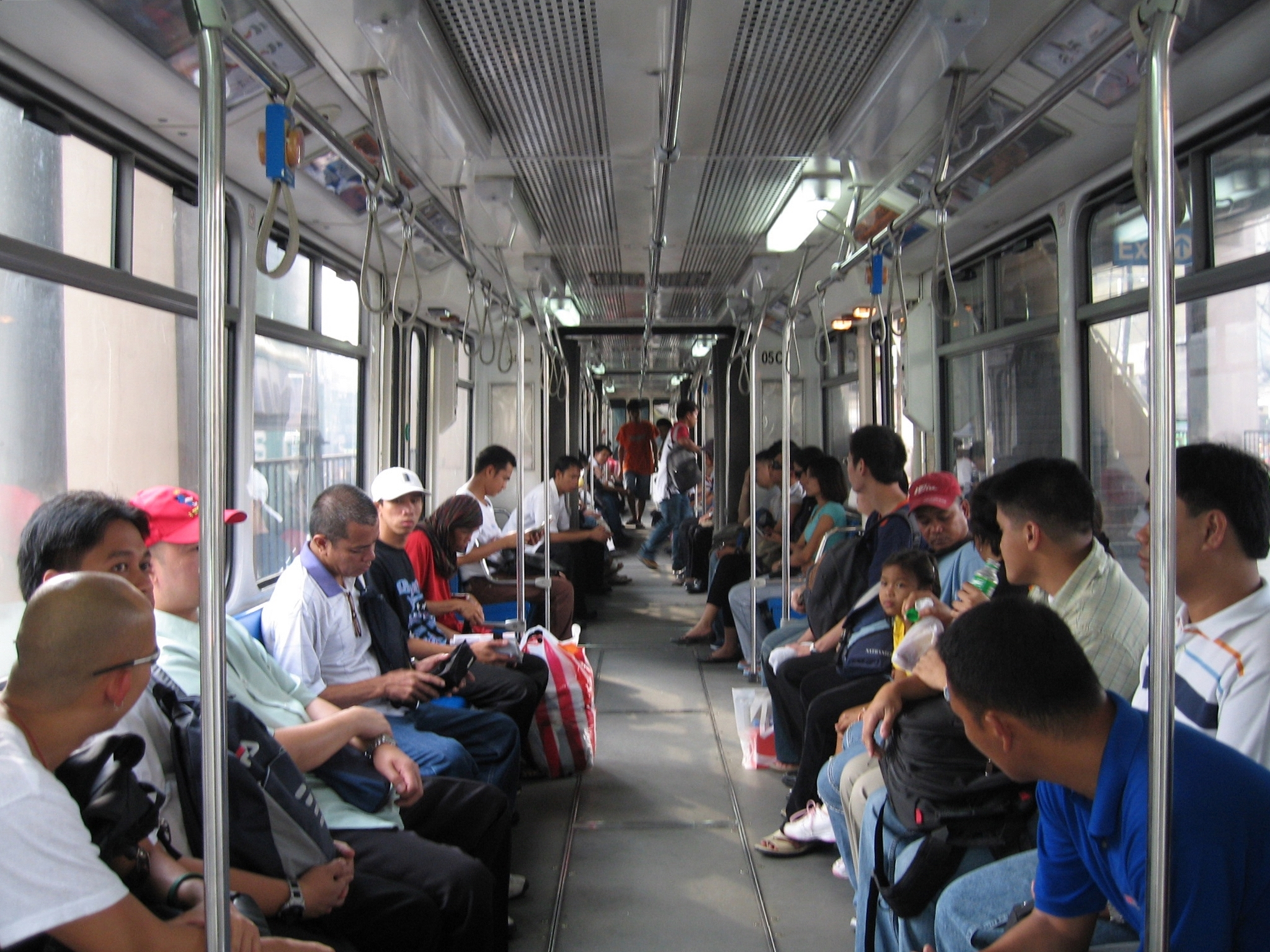
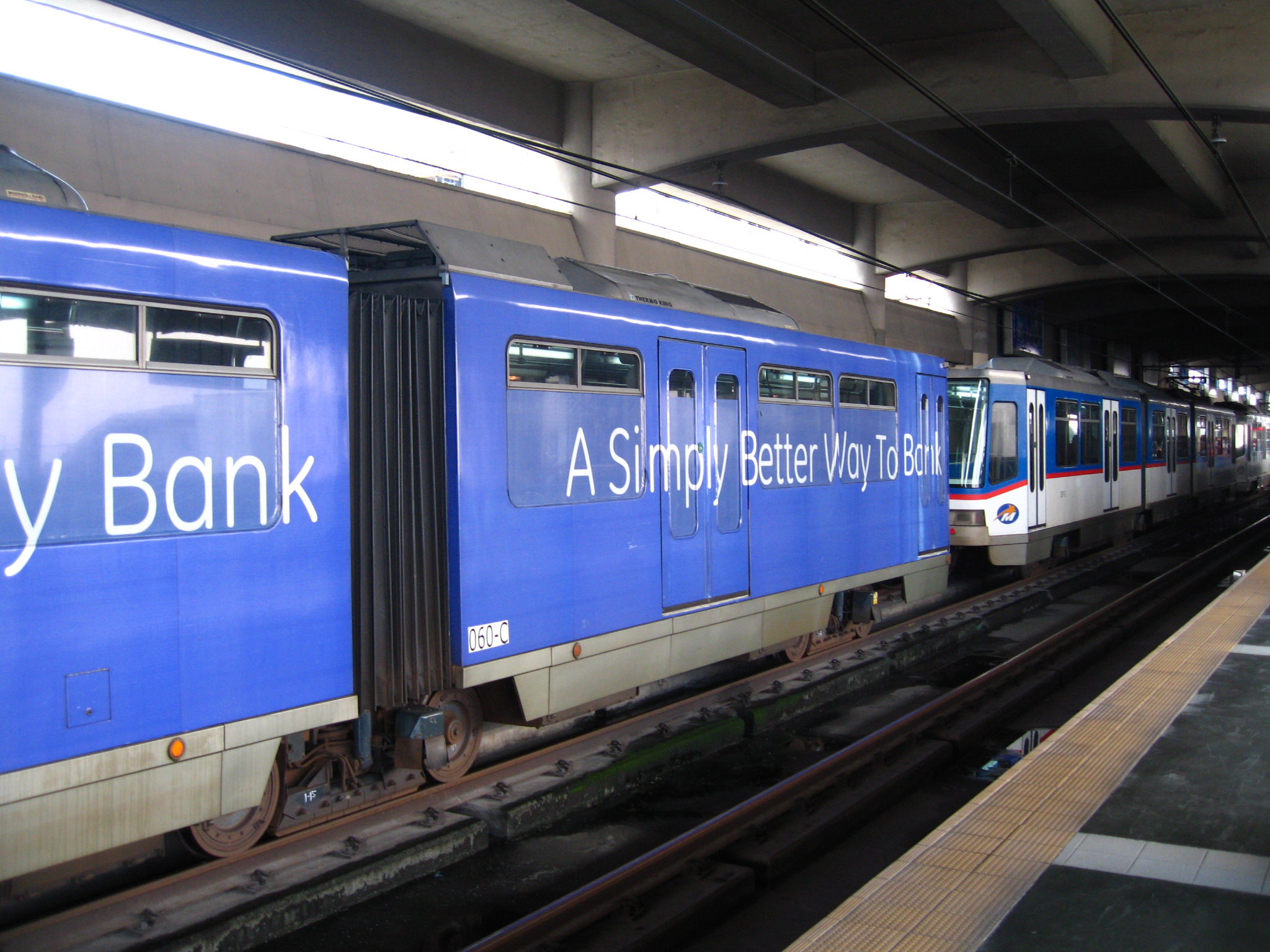
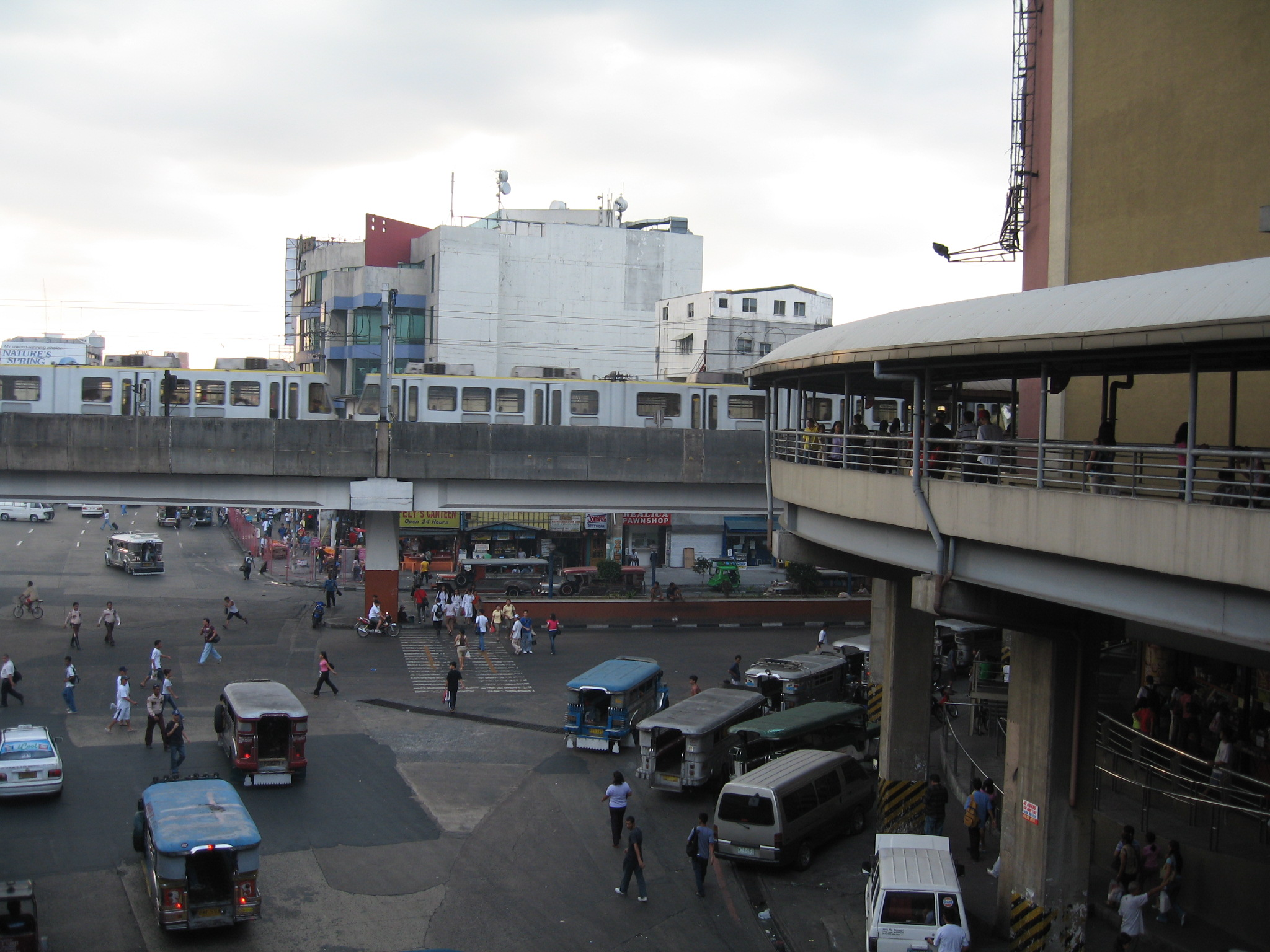
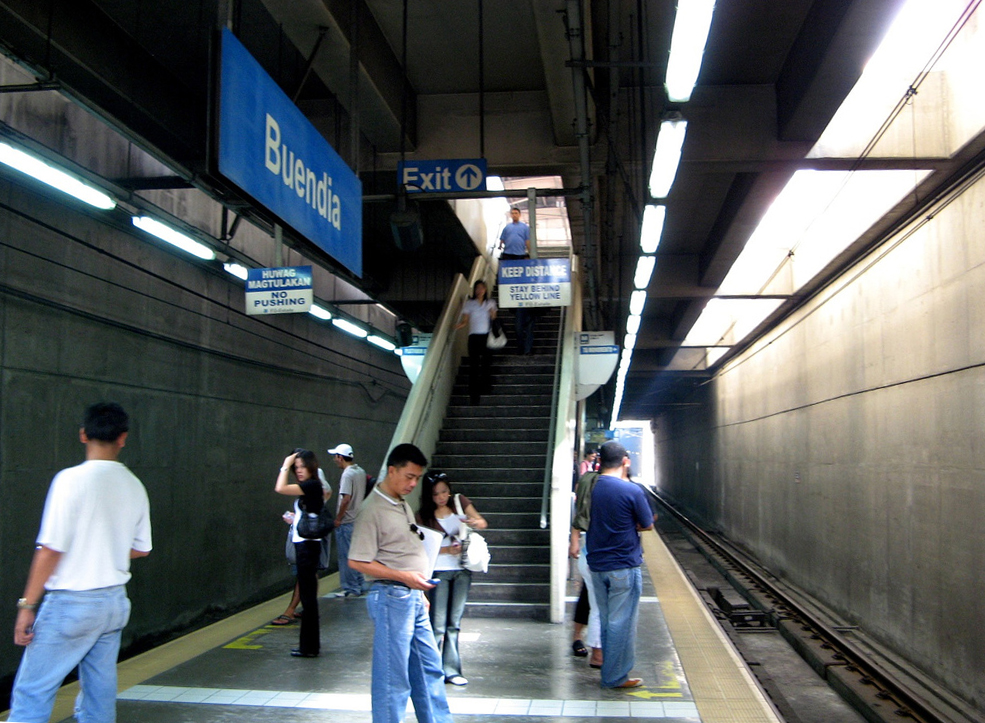
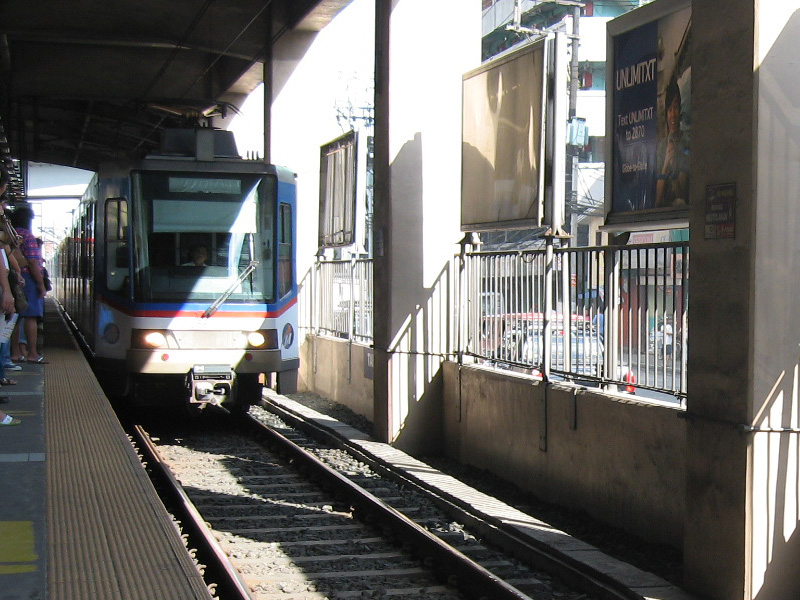
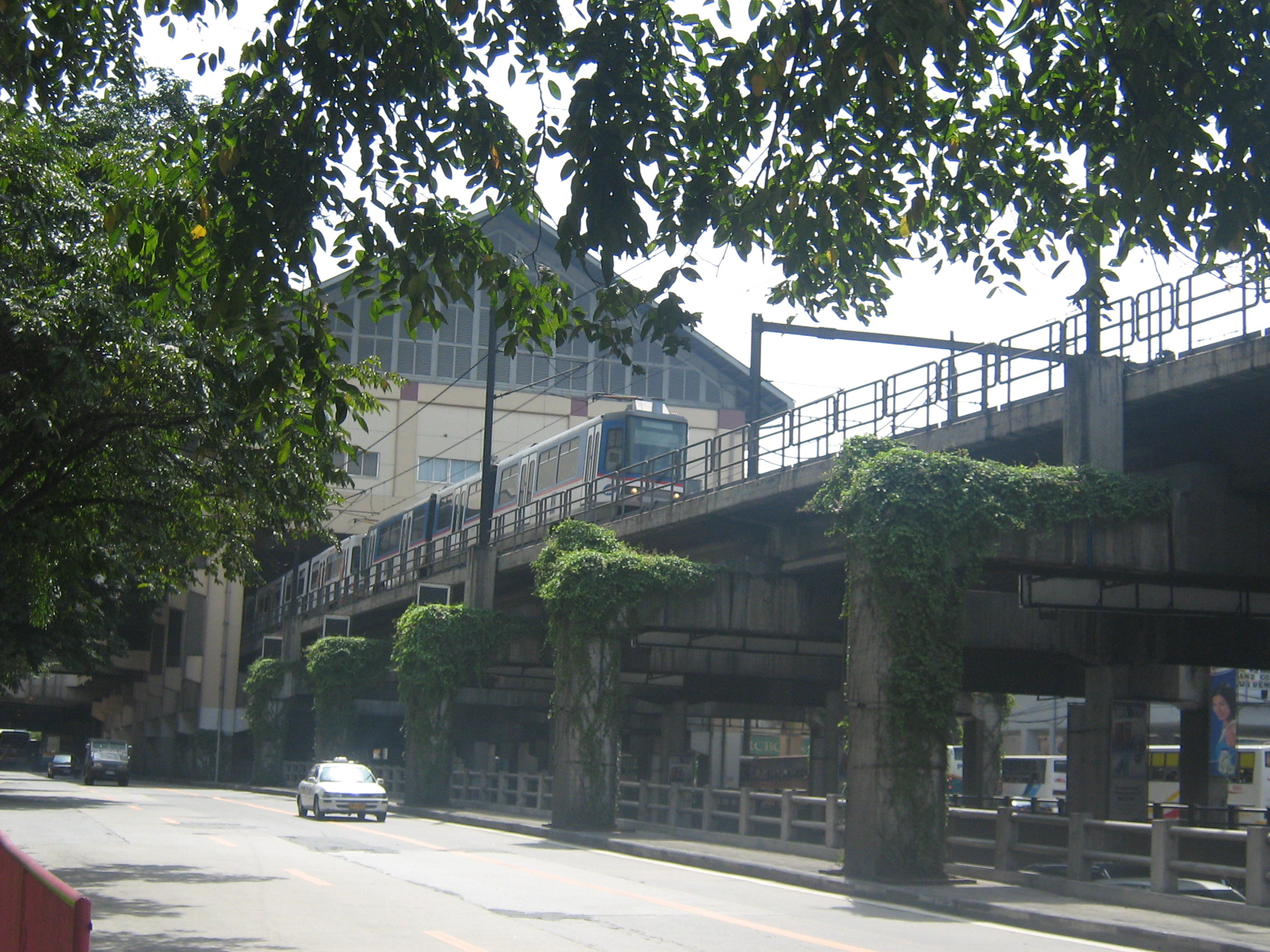
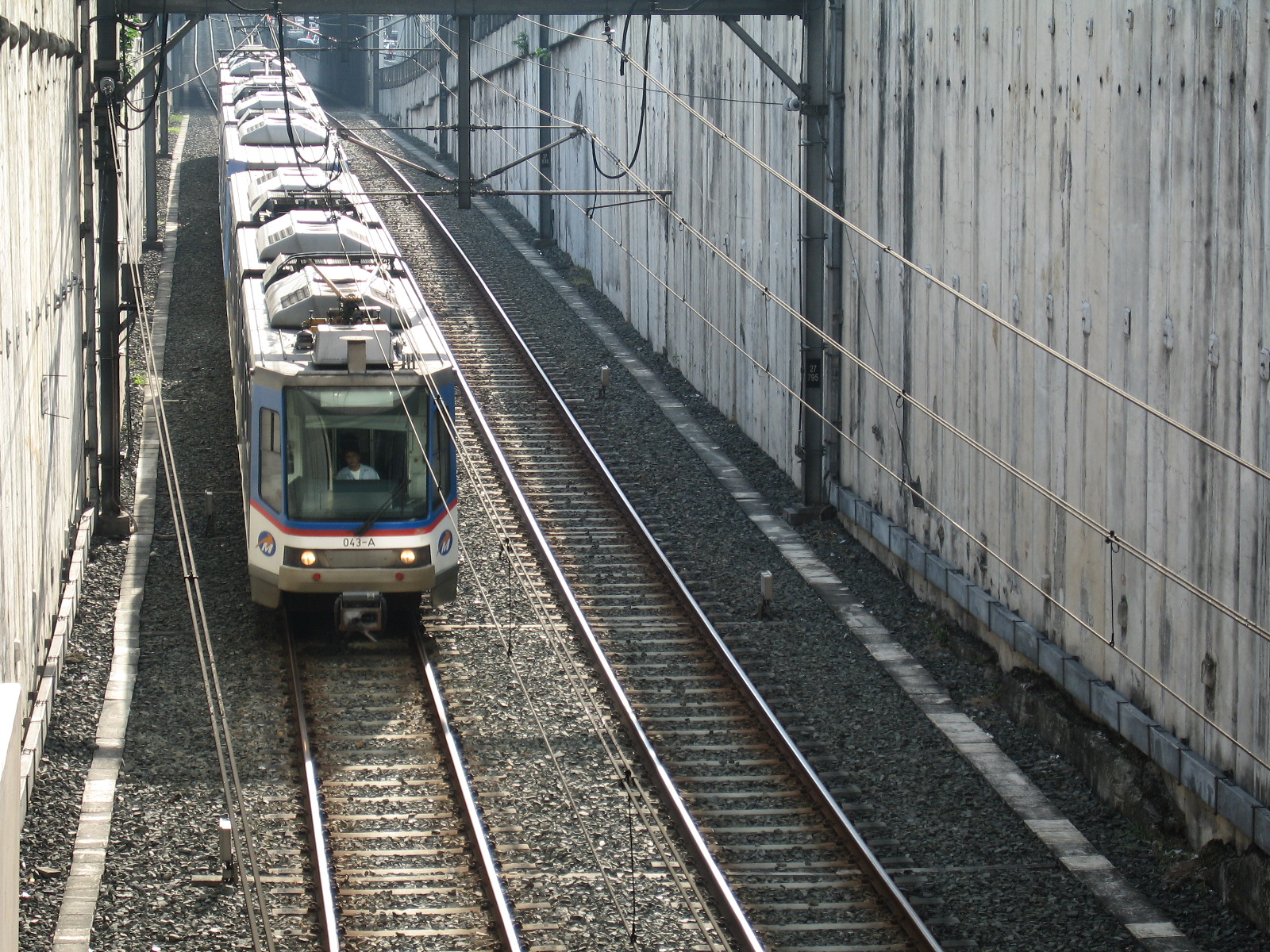

- پرونده:MRT-3 Ayala Station Exterior 2.jpg